# 롤러코스터 타이쿤 2
롤러코스터 타이쿤 2(RollerCoaster Tycoon 2)는 롤러코스터 타이쿤의 후속작이며 롤러코스터 타이쿤 시리즈의 두 번째 게임이다. 2002년 10월 15일 미국에서 출시되었다. 대한민국에서는 같은 해 12월 4일 발매되었다.

## 달라진 점
- 전편의 두 배에 달하는 256X256 크기의 거대한 맵을 제공해 대규모 놀이공원을 만들 수 있다.
- 새로운 놀이기구와 테마가 많이 추가되었다.
- ATM현금출금기와 응급병원이 추가되었다. 그 외에도 많은 놀이기구와 음식점이 추가되었다.
- 창모드로의 전환이 불가능해졌다.
- Shift 키를 이용하여 오브젝트 높이 조절이 가능해졌다.
- 지붕과 벽 오브젝트를 이용하여 건물을 만들 수 있게 되었다(전작에서는 땅을 올리고 내리는 방식이었음).

## 확장팩

### 와키월드
롤러코스터 타이쿤 2의 첫 번째 확장팩이다. 17가지 시나리오와 50개의 놀이기구, 200개가 넘는 게임요소들이 새로이 추가되었다. 한국어판은 2003년 7월 11일에 출시되었다. 이 확장팩은 세계를 주 무대로 하고 있다.

### 타임 트위스터
롤러코스터 타이쿤 2의 두 번째 확장팩이다. 140개 이상의 요소들이 추가되었다. 한국어판은 2003년 12월 17일에 출시되었다. 그 외에도 새로운 테마들이 추가되었다. 이 확장팩은 역사를 주 무대로 하고 있다.

## 새로운 놀이기구
기존 1편의 놀이기구+
- 미니 잠수함
- 기가 코스터
- 다차원 코스터
- 미니 코스터
- 마인 라이드
- LIM 발진 코스터
- 플라잉 턴
- 유령 호텔
- 모노레일 레트로 스타일
- 2층 전망대
- 트램즈
- 엘리베이터
- 컴팩트 인버티드 코스터
- 인버티드 셔틀 코스터
- 인버티드 버티컬 셔틀
- 비누상자 더비 레이서
- 서스펜디드 롤러코스터 스윙 플로어카
- 우든 코스터 6인승과 6인승 반전된 차량
- 주니어 코스터 통나무 열차
- 인버티드 임펄스 코스터
- 스피닝 와일드 마우스 코스터
- 와일드 마우스 코스터 탄광차
- 하이퍼 트위스터 롤러코스터 일반형
- 플라잉 롤러코스터

## 비판
- 전작인 롤러코스터 타이쿤 1과 크게 차이가 없다며 확장팩에 이름만 2라는 비판을 받았다. 또한 확장팩은 별다른 기능 없이 테마와 놀이기구만 포함되어 일명 테마팩이라는 비판을 받기도 하였다.

## 이름 변경, 병합, 분리된 놀이기구
- 우든 트위스터 롤러코스터→우든 롤러코스터로 병합
- 인버티드 와일드 마우스 롤러코스터→인버티드 헤어핀 롤러코스터로 개명
- 서스펜디드 루핑 롤러코스터→컴팩트 인버티드 롤러코스터로 개명
- 서스펜디드 싱글레일 롤러코스터→미니 서스펜디드 롤러코스터와 미니 서스펜디드 플라잉 롤러코스터로 분리
- 트위스터 롤러코스터→비회전 차량(하이퍼 트위스터 넓은 차량),서서타는 차량(스탠드 업 트위스터),바닥없는 차량(플로어리스)과 분리
- 콕스크류 롤러코스터→하이퍼 차량(하이퍼코스터)와 분리
- 싱글레일 롤러코스터→오토바이 경주, 스티플체이스, 비누상자 더비 레이서로 분리
- 날으는 롤러코스터→레이다운 롤러코스터로 개명
- 스틸 롤러코스터→루핑 롤러코스터로 개명

## OpenRCT2
개발자의 공식 지원이 끝난 뒤, 롤러 코스터 2를 리버스 엔지니어링하여 플랫폼 독립 C 소스 코드로 변환하는, 팬이 만든 프로젝트가 2014년 4월 시작되었다.

## 평가
| RollerCoaster Tycoon 2 |        |
| --- | ------ |
| 통합 점수 통합사 점수 메타크리틱 74/100 [ 2 ] 평론 점수 평론사 점수 유로게이머 6/10 [ 3 ] G4 [ 4 ] 게임 인포머 8.5/10 [ 5 ] 게임 레볼루션 7.5/10 [ 6 ] 게임스팟 7.0/10 [ 7 ] IGN 8.4/10 [ 8 ] PC 게이머 (US) 80/100 [ 9 ] |        |
| 통합 점수 |        |
| 통합사 | 점수   |
| 메타크리틱 | 74/100 |
| 평론 점수 |        |
| 평론사 | 점수   |
| 유로게이머 | 6/10   |
| G4 | [ 4 ]  |
| 게임 인포머 | 8.5/10 |
| 게임 레볼루션 | 7.5/10 |
| 게임스팟 | 7.0/10 |
| IGN | 8.4/10 |
| PC 게이머 (US) | 80/100 |